# Devil Inside
Devil Inside (Originaltitel: The Devil Inside) ist ein  amerikanischer Horrorfilm aus dem Jahr 2012. Regie führte William Brent Bell, der auch zusammen mit Matthew Peterman das Drehbuch schrieb. Der Film, der im Stil einer Dokumentation aus gefundenem Filmmaterial („Found Footage“) gehalten ist, wurde von Matthew Peterman und Morris Paulson produziert und zeigt in den Hauptrollen  Fernanda Andrade, Simon Quarterman, Evan Helmuth und Suzan Crowley. Er startete am 6. Januar 2012 in den amerikanischen  und am 1. März 2012 in den deutschen Kinos.
Der Film, der im Vorfeld nicht der Presse vorgeführt worden war, erreichte an der Kinokasse in Amerika kurzzeitig die Spitzenposition, erhielt darauf jedoch hauptsächlich negative Kritiken und verschwand nach kurzer Zeit aus den Charts.

## Handlung
Devil Inside zeigt, wie eine Frau in eine Reihe von Exorzismen gerät, während sie versucht herauszufinden, was mit ihrer Mutter geschah. Diese hatte 20 Jahre zuvor drei Menschen ermordet, anscheinend unter Einfluss eines Dämons.

## Hintergrund
Der Spielfilm wurde 2010 an verschiedenen Orten gedreht, darunter Bukarest (Rumänien), Rom (Italien) und Vatikanstadt.
Der Film hatte ein Budget von etwa 1 Million US-Dollar; er war die erste Veröffentlichung von Paramount Insurge, einer neuen Niedrigbudget-Tochter von Paramount.

## Rezeption
Der Film erhielt extrem schlechte Kritiken, sowohl von professionellen Filmkritikern als auch vom Publikum. Derzeit weist Rotten Tomatoes eine 5-Prozent-Wertung bei 86 Rezensionen aus. CinemaScore, ein Zuschauerreaktionen-erfassendes Marktforschungsunternehmen aus Las Vegas, gab dem Film ein F.
Der Film führte in den Vereinigten Staaten am Eröffnungswochenende nach Neujahr 2012 mit 33 Millionen US-Dollar die Einspielergebnisse am Box Office an. Dies lässt sich auf die fehlenden Presse-Previews zurückführen, was die späteren hauptsächlich negative Kritiken vor dem Kinostart verhinderte. Am zweiten Wochenende sanken die Einnahmen erheblich; der Film war bereits am dritten Wochenende nach der US-Premiere nicht mehr in den Box-Office-Top-Ten zu finden. Ende März 2012 hatte der Film weltweit etwa 100 Millionen US$ eingespielt, was etwa dem hundertfachen der Produktionskosten entspricht.
In Deutschland dominierten ebenfalls negative Kritiken. Die erzählte Geschichte wurde als ‚Abklatsch‘ und ‚zusammengeklaut‘ bezeichnet, die anderen Filmen wie Der Exorzist nichts neues hinzufügen könne. Perlentaucher urteilte: „‚The Devil Inside‘ ist ein besonders schlechter [‚found footage‘-Horrorfilm]“, der sich „durch mangelnde Sorgfalt und ein komplettes Desinteresse an den eigenen Figuren [auszeichnet].“ Auch moviereporter.de urteilt enttäuscht: „‚The Devil inside‘ nimmt als Horrorfilm jeden Fehler mit, den man in der Sparte Found-Footage nur machen kann.“ Matthias Wannhoff schrieb auf schnitt.de über den Film: „Ein geradezu dreist uninspirierter Titel, das weitestgehende Vermeiden jeglicher Innovation, ebenso ein Verzicht auf die Einführung von Figuren und schließlich, man liest es in jeder zweiten Kritik, ein unverschämt abruptes Ende – ginge es nur nach formalen Kriterien, William Brent Bells Grusel-Schnellschuß wäre nicht der Rede und erst Recht nicht des Weihwassers Wert, das bei den Dreharbeiten angeblich verschüttet wurde.“